# 平倉観音
平倉観音（ひらくらかんのん）は、岩手県遠野市上郷町にある寺院。山号は谷行山。本尊は十一面観音。遠野七観音第三番札所。正式名は「細山寺」だが、冒頭の通名で知られる。

## 概要
808年（大同3年）に開基したのが始まりとされる。本尊は851年（嘉祥4年）円仁（慈覚大師）が一木から7体の十一面観音を彫刻し、遠野の7村へ安置した1体とされる。かつては山頂に堂があったが野火にて焼失。1760年（宝暦10年）再興。

## 文化財
観音堂は1760年建築、木造寄棟造。正面3間。側面5.94m×5.72m。柱は向拝を除いて全て丸柱であり、軒は三重繁垂木。極彩色の瑞雲文様の彫刻がある。柱や梁は漆塗り。屋根は茅葺だったが1978年（昭和53年）に銅板葺きに改めた。1990年（平成2年）8月10日、市から文化財指定を受けた。

## 交通アクセス
- 釜石線岩手上郷駅より徒歩20分
- 釜石自動車道遠野住田ICより車で7分